# Курганска област
Курганска област е субект на Руската федерация, разположена в Уралския федерален окръг. Площ 71 488 km2 (43-то място по големина в Руската Федерация, 0,42% от нейната територия). Население на 1 януари 2018 г. 845 597 души (59-о място в Руската Федерация, 0,58% от нейното население). Административен център град Курган. Разстояние от Москва до Курган 1973 km.

## Историческа справка
Първите руски градове в областта възникват през ХVІІІ в.: Шадринск (1737 г.), Курган (1782 г.). На 6 февруари 1943 г. с Указ на Президиума на Върховния съвет на СССР е създадена Курганска област, която е отделена от състава на Челябинска област.

## Географска характеристика
Курганска област се намира в югозападната част на Азиатска Русия. На запад граничи с Челябинска област, на северозапад – със Свердловска област, на североизток – с Тюменска област и на юг – с Казахстан. В тези си граници заема площ от 71 488 km2 (43-то място по големина в Руската Федерация, 0,42% от нейната територия). На 1 януари 2017 г. населението на областта възлиза на 845 597 души (59-о място в Руската Федерация, 0,58% от нейното население).
Областта е разположена на границата между планината Урал и Сибир, в югозападната част на Западносибирската равнина, в басейна на средното течение на река Тобол. Повърхността ѝ е почти плоска, леко приповдигната на запад и югозапад (максимална височина около 220 m), с многочислени дълбоки суходолия, полегати гърбици (височина до 10 – 20 m, междугърбични понижения и широки речни долини.
Климатът е рязко континентален, особено на югоизток. Зимата е продължителна и студена. Средна януарска температура -18 °C. Лятото е топло, с периодически повтарящи се засушавания, средна юлска температура 19 °C. Преходните сезони са кратки, а през пролетта духат силни ветрове. Вегетационен период (с минимални денонощни температури над 5 °C) 130 дни. Годишната сума на валежите е около 400 mm, като намалява на югоизток и силно се колебае през годините. Снежната покривка достига до 40 см.
На територията на Курганска област протичат 449 реки (с дължина над 10 km) с обща дължина 5176 km и всички те принадлежат към водосборния басейн на река Об, вливаща се в Карско море. Източната ѝ част попада в безотточната област между реките Тобол и Ишим. Най-голямата река в региона е Тобол (ляв приток на Иртиш, от басейна на Об), която протича през средата на областта, от юг на север. Нейни основни притоци са реките: леви – Уй и Исет (с десния си приток Миас; десни – Убаган. Курганска област се дели на две контрастни зони – богати на водни ресурси северозападни, западни и централни райони и маловодни южни и югоизточни райони. На изток реки практически отсъстват. За повечето от реките в региона са характерни малките наклони и наличието на широки и ниски заливни тераси, наводнявани по време на пълноводие. Подхранването им е смесено с преобладаване на снежното (75 – 90%). Водният им режим се характеризира с кратко пролетно пълноводие, продължително лятно-есенно маловодие, прекъсвано от епизодични прииждания в резултат на поройни дъждове и ясно изразено зимно маловодие. Реките в региона замръзват в края на октомври или началото на ноември, а се размразяват през април.
В Курганска област има над 7 хил. езера с обща площ 2770 km2 (езерност 3,87%). За релефа на областта са характерни множеството понижения, голяма част от които са заети от малки безотточни езера. Широко са разпространени реликтовите езера, разположени по древните долини на реките и по съвременните им долините (крайречни езера – старици). Има множество временни езера, които през летния сезон пресъхват. Най-голямото естествено езеро в региона е безотточното солено Мече езеро (31,3 km2), разположено в крайната източна част на областта. Блатата и заблатените земи заемат 3,87% от територията на Курганска област – 3839 km2.
Преобладават черноземните почви, в т.ч. излужени черноземи над 45%. Около 20 – 22% заемат солончаците (основно по вододелите), 12% – засолените почви. Растителността се характеризира с редуване на брезови гори и участъци с тревиста растителност. Горския фонд заема около 18% от територията на областта, като на север достига до 30 – 40%, а на юг 5 – 8%. Запасите от дървесина са 106 млн.m3, като почти половината от тях са иглолистна борова дървесина. На север в междуречията е развита блатната растителност, където се намират и основните торфени находища. Животинският свят е смесица от степни и горски животни.

## Население
На 1 януари 2018 г. населението на Курганска област е наброявало 845 597 души (59-о място в Руската Федерация, 0,58% от нейното население). Плътност – 11,83 души/km2 (2018 г.). Градски население – 62,4% (2017 г.).
При преброяването на населението през 2010 г. етническия състав е бил следния: руснаци 823 700 души (92,5%), татари 17 000 (1,9%), башкири 12 300 (1,4%), казахи 11 900 (1,3%), украинци 7100 (0,8%).

## Административно-териториално деление
В административно-териториално отношение Курганска област се дели на 2 областни градски окръга, 24 муниципални района, 9 града, в т.ч. 2 града с областно подчинение (Курган и Шадринск) и 7 града с районно подчинение и 6 селища от градски тип.
| Карта                                                    | Райони |
| -------------------------------------------------------- | --- |
| Административно-териториално деление на Курганска област | 1. Алменевски, 2. Белозерски, 3. Варгашински, 4. Далматовски, 5. Звериноголовски, 6. Каргаполски, 7. Катайски, 8. Кетовски, 9. Куртамишки, 10. Лебяжевски, 11. Макушински, 12. Мишкински, 13. Мокроусовски, 14. Петуховски, 15. Половински, 16. Притоболни, 17. Сафакулевски, 18. Целинни, 19. Частоозерски, 20. Шадрински, 21. Шатровски, 22. Шумихински, 23. Шчучански, 24. Юргамишки. |

| Административна единица | Площ (km2) | Население (2017 г.) | Административен център | Население (2017 г.) | Разстояние до Курган (в km) | Други градове и сгт с районно подчинение |
| ----------------------- | ---------- | ------------------- | ---------------------- | ------------------- | --------------------------- | ---------------------------------------- |
| Областни градски окръзи |            |                     |                        |                     |                             |                                          |
| 1. Курган               | 393        | 322 042             | гр. Курган             | 322 042             |                             |                                          |
| 2. Шадринск             | 174        | 75 623              | гр. Шадринск           | 75 623              | 146                         |                                          |
| Муниципални райони      |            |                     |                        |                     |                             |                                          |
| 1. Алменевски           | 2486       | 9930                | с. Алменево            | 3828                | 178                         |                                          |
| 2. Белозерски           | 3420       | 15 083              | с. Белозерское         | 4141                | 48                          |                                          |
| 3. Варгашински          | 3020       | 18 857              | сгт Варгаши            | 9220                | 39                          |                                          |
| 4. Далматовски          | 3530       | 25 803              | гр. Далматово          | 12 772              | 192                         |                                          |
| 5. Звениголовски        | 1400       | 7820                | с. Звениголовское      | 4060                | 124                         |                                          |
| 6. Каргаполски          | 3193       | 30 206              | сгт Каргаполе          | 8204                | 86                          | Красни Октябър                           |
| 7. Катайски             | 2690       | 21 590              | гр. Катайск            | 12 585              | 214                         |                                          |
| 8. Кетовски             | 3325       | 61 770              | с. Кетово              | 8310                | 12                          |                                          |
| 9. Куртамишки           | 3950       | 29 323              | гр. Куртамиш           | 16 702              | 91                          |                                          |
| 10. Лебяжевски          | 3180       | 13 706              | сгт Лебяже             | 5535                | 84                          |                                          |
| 11. Макушински          | 3480       | 15 645              | гр. Макушино           | 7810                | 131                         |                                          |
| 12. Мишкински           | 3050       | 15 610              | сгт Мишкино            | 7704                | 91                          |                                          |
| 13. Мокроусовски        | 3080       | 11 709              | с. Мокроусово          | 4849                | 130                         |                                          |
| 14. Петуховски          | 2773       | 17 667              | гр. Петухово           | 10 304              | 178                         |                                          |
| 15. Половински          | 2728       | 10 550              | с. Половинное          | 4645                | 96                          |                                          |
| 16. Притоболни          | 2302       | 13 307              | с. Глядянское          | 3964                | 67                          |                                          |
| 17. Сафакулевски        | 2288       | 10 609              | с. Сафакулево          | 3629                | 200                         |                                          |
| 18. Целинни             | 3446       | 15 130              | с. Целинное            | 5145                | 219                         |                                          |
| 19. Частоезерски        | 1926       | 5314                | с. Частоозере          | 2749                | 245                         |                                          |
| 20. Шадрински           | 4066       | 25 691              | гр. Шадринск           |                     | 146                         |                                          |
| 21. Шатровски           | 3535       | 16 024              | с. Шатрово             | 5688                | 168                         |                                          |
| 22. Шумихински          | 2809       | 25 753              | гр. Шумиха             | 17 542              | 133                         |                                          |
| 23. Шчучански           | 2858       | 20 060              | гр. Шчуче              | 9775                | 170                         |                                          |
| 24. Юргамишки           | 2587       | 19 282              | сгт Юргамиш            | 7558                | 57                          |                                          |

## Промишленост и стопанство

### Селско стопанство
Основно се отглеждат пшеница и ечемик.
| хиляди хектара | 3026 | 2640,3 | 2094,8 | 1675,9 | 1203,7 | 1373,9 | 1393,4 |